# Hildegard Bienen

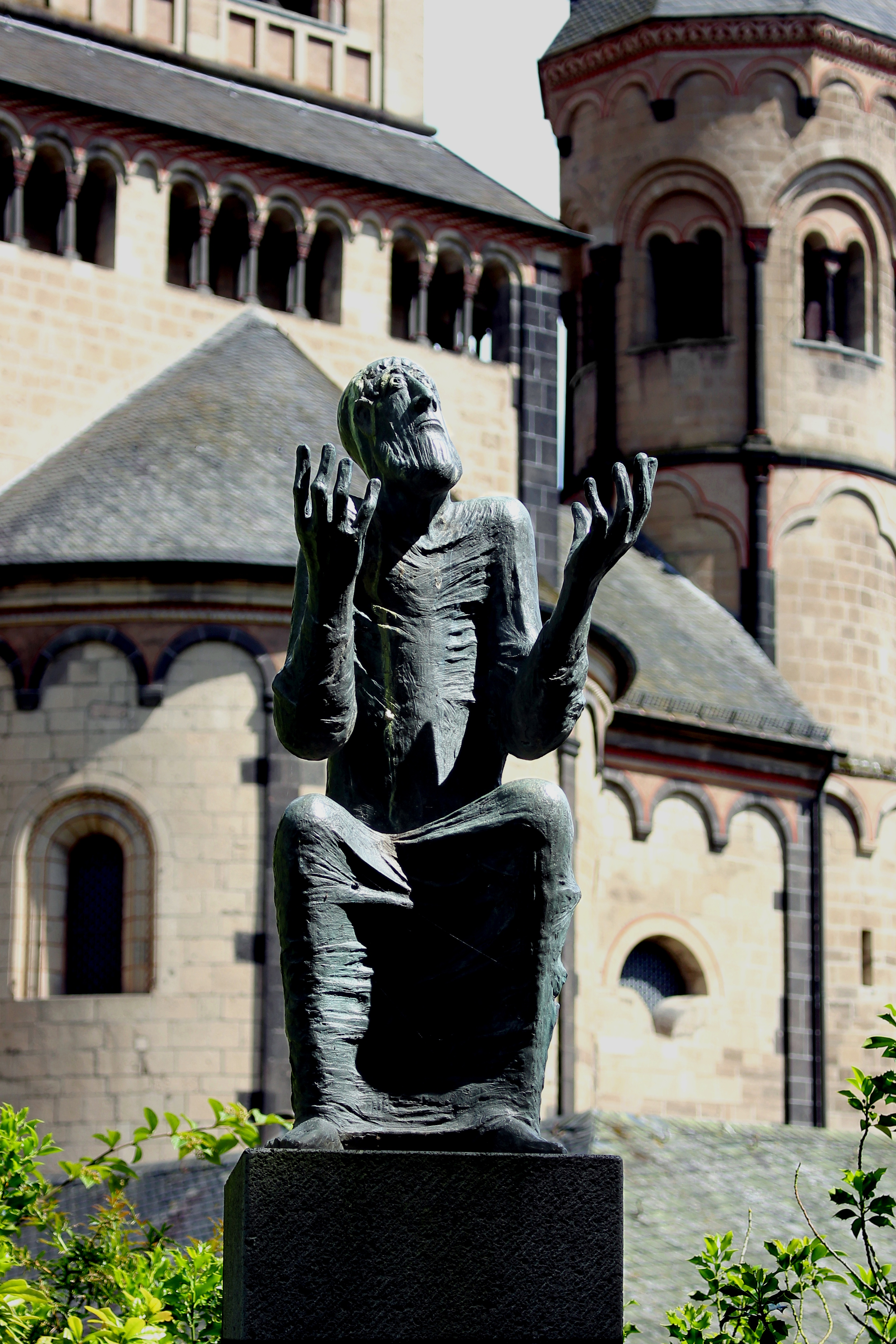
Prophet, 1971, Maria Laach, Bronzestatue von Hildegard Bienen

Hildegard Bienen (* 17. September 1925 in Walsum am Niederrhein; † 20. März 1990 in Marienthal (Hamminkeln)) war bildende Künstlerin. Sie schuf zahlreiche vorwiegend sakrale Plastiken, Glasmosaiken und kirchliche Einrichtungsgegenstände für zahlreiche Kirchen am Niederrhein.

## Leben
Hildegard Bienen wurde als Tochter des Werkmeisters bei Thyssen Heinrich Bienen und seiner Frau Gertrud, geb. Krüßmann, im niederrheinischen Walsum geboren. Nach dem Besuch der Volksschule und der Hauswirtschaftsschule (1932 bis 1941) folgten Tätigkeiten als Büroangestellte, Zahnarzthelferin und Sekretärin. Im Jahr 1949 beteiligte sich Hildegard Bienen an einem Kunstgewerbegeschäft in ihrer Heimatstadt; erste Tonplastiken und Kohlezeichnungen entstanden.
Im Jahr 1950 besuchte sie Pfarrer Augustinus Winkelmann (1881–1954) in Marienthal, um ihm ihre Arbeiten zu präsentieren. Winkelmann hatte die Pfarrkirche und Klostergebäude in Marienthal seit den 1930er Jahren bis zu seinem Tod zu einer bedeutenden Begegnungsstätte für junge Künstler im kirchlichen Raum gestaltet, die weit über den Niederrhein hinaus ausstrahlte.
Die Begegnung mit Pfarrer Winkelmann bestärkte Hildegard Bienen auf ihrem künstlerischen Weg. 1952 besuchte sie die „Christliche Werkkunstschule im Grenzland“ in Nienburg. Zwei Jahre später gewann sie den Wettbewerb für die Neugestaltung der Chorfenster der St.-Dionysius-Kirche in ihrer Heimatstadt Walsum und erhielt anschließend den Auftrag zur Gestaltung der Fenster. Es folgten Aufträge über Glasfenster und Wandmosaiken in Walsumer Kirchen, Schulen und Kindergärten, sodass sie ab 1955 als freiberufliche Künstlerin mit einem Atelier in ihrem Elternhaus tätig sein konnte.
Ab 1957 begannen zahlreiche Studienreisen, vorwiegend nach Holland, Süddeutschland, Italien sowie Bretagne und Südfrankreich. 1960 nahm Hildegard Bienen zum ersten Mal an einer Kunstausstellung in ihrer Heimatstadt Walsum teil. Weitere Ausstellungen folgten (siehe unten). Mit dem Auftrag zur Gestaltung der gesamten Inneneinrichtung der St.-Petrus-Canisius-Kirche in Recklinghausen (1963) wurde Hildegard Bienen weithin bekannt und erhielt danach zahlreiche Kirchenaufträge.
Im Jahr 1967 zog sie nach Marienthal um, wo sie sich im eigenen Haus auch ein Atelier einrichtete, in dem sie als freischaffende Künstlerin für die Ausstattung von mehr als 100 Kirchen in der Region und weit darüber hinaus tätig wurde.
1983 erkrankte Hildegard Bienen an Krebs. Es folgten Operationen und Krankenhausaufenthalte, 1988 die Erwerbsunfähigkeit.
Hildegard Bienen starb am 20. März 1990 in ihrem Haus in Marienthal und wurde am 24. März auf dem Marienthaler Friedhof in der Nähe des Portals der Friedhofskapelle, ihrem letzten großen Werk, bestattet.

## Varia
Im Jahre 2001 wurde eine Straße in Duisburg-Walsum im Ortsteil Aldenrade nach Hildegard Bienen benannt.
Seit 2007 plant Marienthal die Einrichtung eines Museums für moderne Kunst, das hauptsächlich die nachgelassenen Bilder und Skulpturen von Hildegard Bienen aufnehmen soll. Diese Pläne wurden bisher jedoch nicht verwirklicht.
Im Jahre 2012 wurde in Duisburg-Walsum im Ortsteil Aldenrade das „Hildegard-Bienen-Haus“ mit 27 Seniorenwohnungen von der Heimstatt St. Barbara e. V. eröffnet.

## Ausstellungen
- 1960 Erste Teilnahme an einer Kunstausstellung in ihrer Heimatstadt Walsum; Teilnahme an der Ausstellung „Christliche Glasmalerei der Gegenwart“ in München
- 1966 Teilnahme an der Ausstellung „Moderne Kunst am Niederrhein“ in Dinslaken
- 1967 Teilnahme an einer Ausstellung im Haus Voerde bei Dinslaken
- 1971 Einzelausstellung „Hildegard Bienen: Plastiken, Glasfenster, Ölbilder“ im Bühnenhaus der Stadt Wesel
- 1974 Einzelausstellung in der Galerie „Ars pro toto“ in Wesel
- 1975 Teilnahme an der Ars Sacra in Köln und Corvey
- 1979 Teilnahme an der Ausstellung „Kunst, Kirche, Künstler“ in Duisburg-Hamborn
- 1979 und 1984 Einzelausstellungen in der Bücherstube Jacobs in Dinslaken
- 1985 Einzelausstellung „Harlekine und Propheten“ durch die Stadt Wesel anlässlich ihres 60. Geburtstages
- 1986 Einzelausstellungen in Dinslaken, Hamminkeln und Oberhausen-Königshardt unter dem Thema „Christliche Kunst im Ausdruck unserer Zeit, dargestellt an den Werken von Hildegard Bienen“
- 2016 Werkausstellung im Kreuzgang des Klosters Marienthal unter dem Thema „Die Schöpfung“

Quelle:

## Standorte der Werke
- Bad Zwischenahn-Edewecht: St. Marien
- Bimmen: Wasserkontrollstation
- Birten bei Xanten: St. Peter
- Bocholt: St. Paul
- Bochum: (Grumme) Propsteikirche, St. Elisabethkrankenhaus, St. Liborius; (Laer) Fronleichnamkirche; (Altenbochum) Liebfrauenkirche (Taufbecken, ehemaliger Standort: Fronleichnamkirche/Laer); (Weitmar) St. Franziskus; (Wattenscheid) St. Nikolaus
- Bottrop: St. Cyriakus, St. Liebfrauen, St. Peter, St. Pius, St. Joseph
- Brühl: St. Heinrich
- Coesfeld: St. Ludgerus
- Dinslaken: Amtsgericht, St. Jakobus, Pestalozzischule, St.Vinzenz-Altenheim
- Düsseldorf: St. Franziskus-Xaverius; (Grafenberg) St. Ursula; (Wersten) St. Maria Rosenkranz, Kapelle Altenheim, (Wersten) Orthodoxe Kirche Hl. Nikolaus von Myra
- Duisburg: (Buchholz) Bäckerinnung, Heilig Geist; (Hamborn) Abteifriedhof, Elly-Heuss-Knapp-Gymnasium, St. Barbara; (Laar) St. Josefhospital; (Wanheimerort) St. Michael; (Aldenrade) Gesamtschule Walsum[4]
- Duisburg-Walsum (Aldenrade): Friedhof, Hallenbad, Kindergarten St. Josef, Lindenschule, St. Ludgerus, St. Josef
- Duisburg-Walsum (Dorf): St.-Dionysius-Kirche, Friedhof, Kindergarten, Schwesternheim
- Duisburg-Walsum (Vierlinden): Frankenschule, Kindergarten St. Elisabeth
- Essen: Anbetungskirche, Franziskanerkloster, Kapelle des BMV Gymnasiums, Münsterkirche, St. Barbara, St. Martin; (Bedingrade) St. Franziskus; (Bergerhausen) Pax-Christi-Kirche; (Kray-Leithe) St. Josef; (Kupferdreh) St. Josefhospital; (Stadtwald) St. Theresia; (Steele) Herz Jesu, St. Dreifaltigkeit, St. Josef; (Überruhr) St. Suitbert; (Werden) Priesterseminar
- Föckinghausen: Kapelle der Caritasstätte
- Gelsenkirchen: (Erle) St. Suitbert; (Heßler) St. Elisabeth; (Resse) St. Herz Jesu; (Schalke) St. Anna; (Ückendorf) St. Josef, St.-Thomas-Morus-Kirche
- Hamminkeln: Landhotel Klump; (Mehrhoog) Friedhofskapelle
- Hamminkeln-Marienthal: Friedhofskapelle mit Fenstern und Eingangstor und 13 Grabsteine auf dem Friedhof von St. Mariä Himmelfahrt[5]
- Hünxe: Kapelle St. Hedwig, Dorffriedhof; (Bruckhausen) St. Albertus Magnus, Kindergarten
- Kamp-Lintfort: St. Marien
- Kapellen: St. Ludgerus
- Kassel: St. Johann Bosco, St. Josef
- Köln-Mülheim: St. Antonius
- Limburg an der Lahn: St. Marien, Pallottinerkirche
- Maria Laach: Benediktinerabtei
- Moers-Scherpenberg: St. Konrad, Fenster der Marien-Kapelle
- Mülheim an der Ruhr: (Winkhausen) Christ-König, (Menden-Holthausen) Heilig Geist Kirche
- Oberdollendorf: St. Laurentius
- Oberhausen: St. Johannes; (Lirich) St. Katharina; (Alstaden) St. Antonius, St. Hildegard am Ruhrpark (Abbruch 2008); (Holten) St. Johann; (Königshardt) St. Barbara; (Osterfeld) St. Marien, St. Marienhospital, St. Vinzenz; (Schmachtendorf) St. Josef, St. Theresia vom Kinde Jesu; (Sterkrade) St. Bernardus, St. Josef; (Styrum) St. Joseph
- Ratingen: Herz Jesu, St. Josef, St. Marien
- Recklinghausen: St. Petrus Canisius, St. Barbara
- Rheinberg: Konvikt St. Josef
- Ringenberg: Volksschule
- Selm: Friedenskirche
- Sevelen: St. Antonius
- Sonsbeck: Kath. Schule
- Spellen: St. Peter (Spellen)
- Sprockhövel: St. Januarius
- Västerås/Schweden: St. Värfrukyrkan
- Vallendar-Schönstatt: St. Marien, Haus der Pallottiner
- Wattenscheid-Höntrop: St. Maria Magdalena
- Werdohl, St. Michael
- Wesel, St. Mariä Himmelfahrt, Polizeigebäude

Quelle: